# Стефан-Віктор Паславський
Стефан Віктор Павел Паславський (пол. Stefan Wiktor Paweł Pasławski; 18 жовтня 1885, Варшава — 17 липня 1956, Бангор, Уельс) — польський військовик та управлінець; станиславівський та білостоцький воєвода, бригадний генерал Війська польського.

## Біографія
Народився 18 жовтня 1885 року у Варшаві, в родині Кароля Паславського та Марії Літауер. Закінчив початкову школу в Кракові, IV Народну гімназію імені Яна Длугоша у Львові та два роки навчався на юридичному факультеті Львівського університету. 16 грудня 1905 року обраний членом відділу Академічної читальні у Львові. Був офіцером резерву цісарської та королівської армій. У 1910—1934 роках перебував на військовій службі, вийшов у відставку у званні генерала; у 1934—1936 роках — воєвода білостоцький, а в 1936—1939 роках — воєвода станиславівський. У 1939 році виїхав до Польщі, а після закінчення другої світової війни перебував в еміграції. Помер у 17 липня 1956 року..

## Нагороди й відзнаки
- Срібний хрест військового ордену Virtuti Militari[4];
- Командорський хрест Ордена Відродження Польщі (27 листопада 1929) за заслуги в організації Прикордонної варти[5]
- Орден Хреста Незалежності (6 червня 1931)[6].
- Офицерський хрест Ордена Відродження Польщі (10 листопада 1927)[4].
- Лицарський хрест Ордена Відродження Польщі[4].
- Хрест Хоробрих (чотири рази)[4].
- Хрест Заслуги (17 березня 1930)[21]
- Пам'ятна медаль учаснику війни 1918-1921 років[4].
- Медаль «Десятиліття здобутої незалежності»[4].
- Золотий знак Пошани Ліги протиповітряної та протигазової оборони I ступеня[7].
- Відзнака за рани і контузії.
- Пам'ятна відзнака колишніх скаутів Малопольщі (1937)[8].
- Пам'ятний горжет застінкової шляхти[9].
- Орден Білого Орла II класу (Югославія, 1931)[10].